# Elisa Correa (métro de Santiago)
Elisa Correa est une station de la Ligne 4 du métro de Santiago, dans le commune de Puente Alto.

## La station
La station est ouverte depuis 2005.

## Origine étymologique
Son nom vient de l'intersection où il se trouve, dans la rue Elisa Correa avec Avenue Concha y Toro.
Elisa Correa Sanfuentes était l'épouse d'Enrique Andonaegui Sanfuentes; il était un avocat et également ministre des Finances, de l'Industrie et des Travaux publics et de l'Intérieur dans le gouvernement de José Manuel Balmaceda.